# Die Brücken der Freiheit
Die Brücken der Freiheit (A Place Called Freedom, 1995) ist ein historischer Roman von Ken Follett und handelt von einem schottischen Kohle-Kumpel und einer schottischen Adligen auf der Suche nach Freiheit.

## Vorgeschichte
Die Handlung beginnt im Winter 1767 im fiktiven Bergarbeiterdorf Heugh in den schottischen Lowlands. Malachi Mack McAsh, der Feuerwehrmann des örtlichen Kohlebergwerks, begehrt während einer Messe gegen den Grundbesitzer, Sir George Jamisson of Fife, auf. Er versucht die anderen Dorfbewohner davon zu überzeugen, dass die Praxis des payment of arles, eine als Handgeld übersetzte Zahlung an die Eltern eines Neugeborenen, um ihn als Leibeigener auf Lebenszeit an die Mine und den Grundbesitzer zu binden, keine rechtliche Grundlage besitzt.

## Erster Teil
Schottland
Nach dem Vorfall in der Kirche versucht Sir George einen Aufstand der Bergarbeiter mit allen Mitteln zu verhindern. Er lässt Mack gefangen nehmen, dem allerdings die Flucht aus der Haft und aus Schottland gelingt. Hilfe bekommt er von Elizabeth Lizzie Hallim, einer Adligen aus dem benachbarten High Glen, die ihn aus dem eiskalten Wasser des Flusses zieht. In der Zwischenzeit werden auch die Probleme innerhalb der Familie Jamisson offenbar. Der jüngere Sohn von Sir George aus zweiter Ehe, Jay Jamisson, wird ständig gegenüber seinem älteren Halbbruder Robert Jamisson benachteiligt. Und anstatt eines erhofften Anteils an dem großen Handelsunternehmen seines Vaters erhält Jay lediglich ein Pferd zu seinem 21. Geburtstag geschenkt.
Zutiefst gekränkt versucht Jay seinen Bruder bei einer Hirschjagd hinterrücks zu erschießen, wird allerdings in letzter Sekunde von Sir George daran gehindert. Ein Triumph bleibt Jay jedoch. Er gewinnt die Liebe von Lizzie Hallim, die Sir George eigentlich mit seinem Ältesten vermählen wollte. Er hofft mit der Hilfe seiner Mutter, als Hochzeitsgeschenk doch noch einen Teil der einträglichen Geschäfte des Vaters übernehmen zu können.

## Zweiter Teil
London
Nach seiner Flucht aus Schottland hat sich Mack in London niedergelassen. Doch auch hier lässt ihn die Kohle nicht los. Er wird Kohlelöscher und entlädt die Schiffe, die über die Themse die Kohle in die Hauptstadt bringen. Als Preisboxer bessert er seinen schmalen Lohn etwas auf. Nachdem er eine schwere Niederlage erlitten hat, ist es wieder Lizzie Hallim, die ihm zur Seite steht. Sie bezahlt einen Arzt, um dem Freund aus der Kinderzeit zu helfen. Lizzie, die inzwischen mit Jay verlobt ist, ist nach London gekommen, wo Sir George den Hauptsitz seiner Handelsgeschäfte am Grosvenor Square hat. Mack gerät inzwischen mit den Eigentümern von Londonern Gasthäusern aneinander. Der Mächtigste von ihnen ist Sidney Lennox, der Wirt der „Bratpfanne“. Die Wirte organisieren das Löschen der Kohle, verdienen kräftig mit und schmälern so den Lohn der Arbeiter. Mack versucht, das Löschen der Kohle selbst zu organisieren. Da die Arbeiter nun effektiver arbeiten als unter den Gastwirten, haben sie Erfolg. Noch dazu verdienen sie wesentlich mehr als vorher. Doch da Jay hohe Spielschulden bei Lennox hat, sichert er ihm seine Hilfe zu. Sir George gehören viele der Schiffe, die Kohle nach London bringen, und er kann auch die anderen Eigner davon überzeugen, zum alten System mit den Gastwirten zurückzukehren.
Die Kohlelöscher organisieren jedoch einen Streik und Mack wird der Mittelpunkt der Streikbewegung. Mack wird von der Familie Jamisson eine Falle gestellt und er wird unter der Anklage der Verletzung des Streikgesetzes vor Gericht gestellt und soll hingerichtet werden. Doch wieder setzt sich Lizzie für ihn ein und da Sir George keinen Streit in der Familie will, setzt er sich für Mack ein, so dass dieser begnadigt und nach Amerika deportiert wird. Lizzie und Jay bekommen von Sir George als Hochzeitsgeschenk die Tabakplantage Mockjack Hall in Virginia. Die bankrotte Pflanzung hatte Sir George erhalten, weil der Besitzer seine Schulden bei ihm nicht mehr zurückzahlen konnte.
Lizzie weiß zu diesem Zeitpunkt jedoch noch nicht, woher die Großzügigkeit von Sir George kommt. Und sie freut sich auch so auf einen Neuanfang in Amerika, dass sie sich darüber nicht den Kopf zerbricht. Doch Sir George hat große Pläne. Seine Handelsgeschäfte mit Amerika laufen nicht mehr gut und von seinem Reichtum ist fast nichts mehr übrig. Deshalb will er das Land von Lizzie, unter dem ein unermesslich großes Kohlevorkommen liegt. Da Lizzie jedoch einer Kohleförderung nicht zustimmen will, soll sie in Amerika so weit wie möglich von zu Hause weg sein, während ihr Ehemann Jay hinter ihrem Rücken eine Kohleförderung in High Glen genehmigt und seinem Vater das Land überschreibt.

## Dritter Teil
Virginia
Nach einer langen Überfahrt kommen Mack, Lizzie und Jay in Fredericksburg in Virginia an. Während Lizzie und Jay jedoch die Kabine des Eigners nutzen, muss Mack die Überfahrt unter Deck mit unzähligen anderen Kleinkriminellen auf kleinstem Raum verbringen. In Amerika angekommen, ist Mack wieder nicht frei. Er wird als Sklave verkauft und landet genau dort, wo er es sich am wenigsten wünscht: als Sklave der Familie Jamisson. Wie auch Sidney Lennox, der wegen Hehlerei ebenfalls zur Deportierung verurteilt wurde. Jay macht seinen Vertrauten aus London gleich zum Plantagenaufseher und dieser vertreibt den bisherigen Aufseher von der Plantage.
Lizzie ist schwanger und da sie sich vor Lennox fürchtet, setzt sie durch, dass Mack nicht auf den Tabakfeldern arbeitet, sondern – auch zu ihrem Schutz – Arbeiten im baufälligen Herrschaftshaus verrichtet. Doch Lizzie kann sich nicht lange an ihrem neuen Leben in Virginia erfreuen. Sie bringt ein totes Kind zur Welt, sie erwischt Jay beim Fremdgehen und sie erfährt, dass er sie durch die Genehmigung des Kohleabbaus auf ihrem Land hintergangen hat. Sie trifft die Entscheidung, ihn zu verlassen, und macht sich mit Mack auf den Weg in Richtung Westen.
Jay hat sich für die Plantage Geld geliehen. Allerdings hat er das meiste für ein rauschendes Fest und das Glücksspiel ausgegeben und fast nichts in die Plantage investiert. Er erfährt, dass es sein Bruder Robert war, der ihm über einen Vermittler in Virginia einen Kredit gegeben hat. Robert ist nach Amerika gereist, um von seinem Halbbruder die Rückzahlung des Darlehens zu verlangen. Jay hat die Leitung der Pflanzung Sidney Lennox überlassen, der jedoch aus Unwissen und Unwillen keinen Ertrag erwirtschaftet hat. Der von der Plantage erzeugte Tabak ist unbrauchbar und damit wertlos. Jay ist bankrott und sein Bruder triumphiert.
Jay erfährt auch, dass sein Vater in London an einem Herzinfarkt verstorben ist und ihm nichts vererbt hat. Jedoch hat Sir George vor seinem Tod verfügt, dass jedes Enkelkind, das innerhalb von einem Jahr nach seinem Tode das Licht der Welt erblickt, 25 % seines Vermögens erhalten soll. Die Kohle aus High Glen hat seine Geschäfte saniert und so handelt es sich bei dem Erbteil des Enkelkindes um ein Vermögen. Weil Jay noch mit Lizzie verheiratet ist, kann er nur mit ihr ein legitimes Enkelkind zeugen oder – als letzten Ausweg – sie töten und eine andere Frau heiraten. Deshalb hetzt er ihr nach, bis es zum letzten Zusammentreffen zwischen Mack, Lizzie und Jay kommt. Mithilfe zweier Indianer, von denen einer Mack und Lizzie den Weg durch das Gebirge gezeigt hat, gelingt es, Jay zu töten. Das Buch endet damit, dass Mack und Lizzie anfangen, ihr neues Zuhause zu errichten.

## Historischer Bezug
Follett hat in diesem Buch die Leibeigenschaft der schottischen Kohlekumpel, den Aufstand der Angestellten in London 1780, die Praxis der Deportation von Kriminellen nach Amerika und den Sklavenhandel in den Kolonien der Neuen Welt behandelt. Auch zeichnen sich die Differenzen zwischen den Kolonisten in Nordamerika und der britischen Krone ab. John Wilkes und George Washington werden als historische Figuren an mehreren Stellen des Werkes genannt.